# Phidippus insignarius
Phidippus insignarius es una especie de araña araneomorfa del género Phidippus, familia Salticidae. Fue descrita científicamente por C. L. Koch en 1846.
Habita en los Estados Unidos.